# 奥特地区贝尔瑟奈
奥特地区贝尔瑟奈（法語：Bercenay-en-Othe，法語發音：[bɛʁsənɛ ɑ̃.n‿ɔt]）是法国奥布省的一个市镇，属于特鲁瓦区。

## 地理
奥特地区贝尔瑟奈（48°12'32"N, 3°53'37"E）面积17.85 平方千米，位于法国大東部大區奥布省，该省份为法国中北部省份，北起马恩省，西接塞纳-马恩省，西南至约讷省，东南至科多尔省，东临上马恩省。
与奥特地区贝尔瑟奈接壤的市镇（或旧市镇、城区）包括：谢讷日、奥特地区马赖、沃沙西。

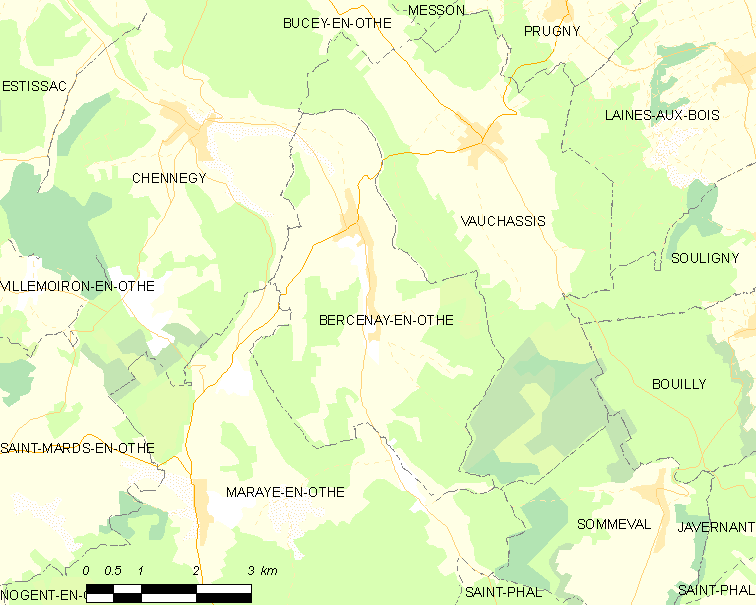
奥特地区贝尔瑟奈的OSM定位图

奥特地区贝尔瑟奈的时区为UTC+01:00、UTC+02:00（夏令时）。

## 行政
奥特地区贝尔瑟奈的邮政编码为10190，INSEE市镇编码为10037。

## 政治
奥特地区贝尔瑟奈所属的省级选区为艾克斯-维勒莫尔-帕利斯县。

## 人口

1962-2008年间奥特地区贝尔瑟奈人口变化图示

奥特地区贝尔瑟奈于2022年1月1日时的人口数量为419人。